# Fraião
Fraião ist ein Ort und eine ehemalige Gemeinde (Freguesia) im Norden Portugals.

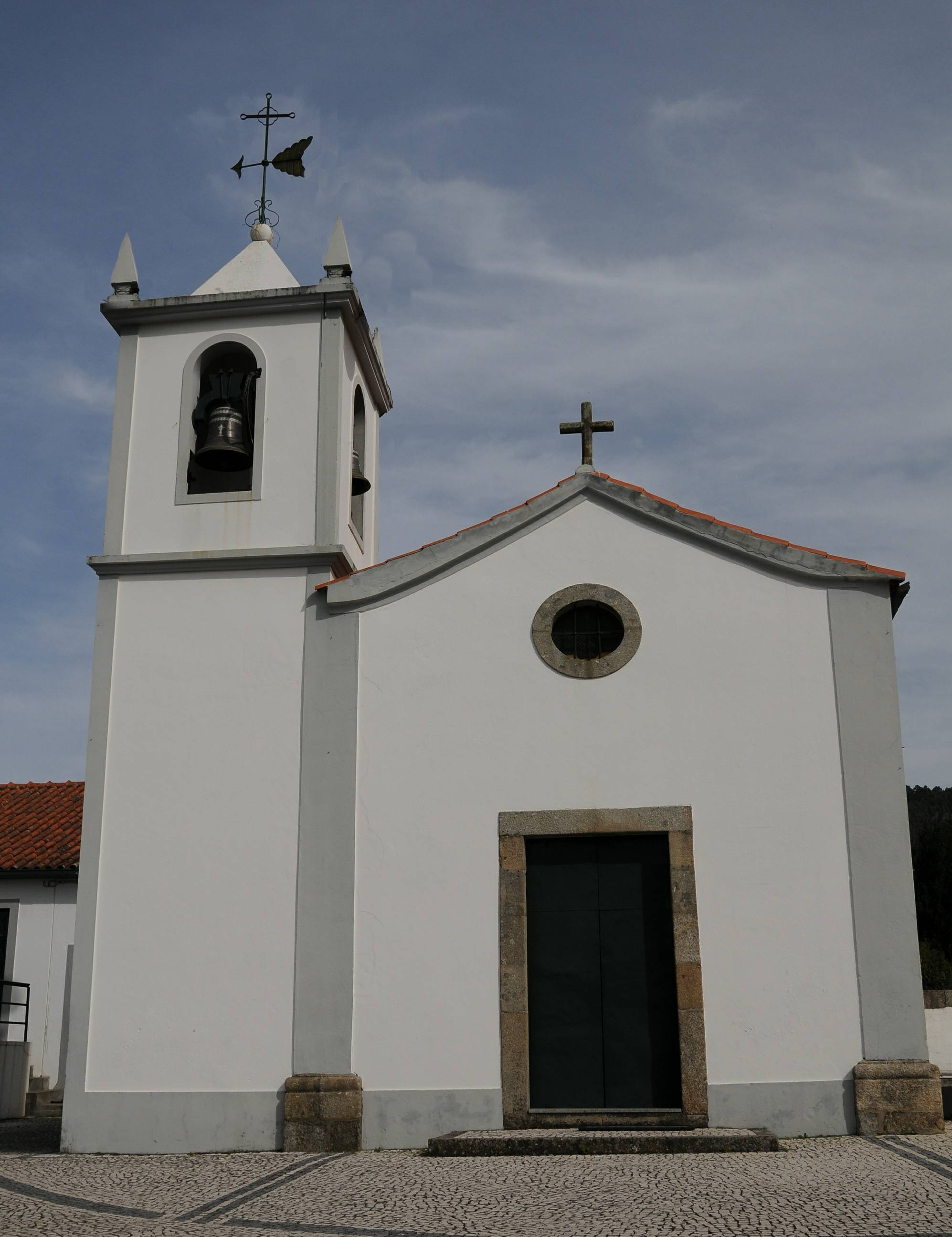
Kirche São Tiago von Fraião

Fraião gehört zum Kreis und zur Stadt (pt: Cidade) Braga im Distrikt Braga. Die Gemeinde hatte eine Fläche von 1,22 km² und 4595 Einwohner (Stand 30. Juni 2011).
Am 29. September 2013 wurden die Gemeinden Fraião, Lamaçães und Nogueira zur neuen Gemeinde União das Freguesias de Nogueira, Fraião e Lamaçães zusammengeschlossen.

## Bauwerke (Auswahl)
- Kirche von Fraião
- Fonte das Águas Férreas